# Genuci (tribú)
Genuci (en llatí Genucius) va ser un magistrat romà del segle iii aC. Formava part de la branca plebea de la gens Genúcia.
Va ser tribú de la plebs en una data indeterminada a la meitat del segle III aC. Va ser insultat pels faliscs i a causa d'això Roma va declarar la guerra a Falerii. Segurament els fets es refereixen a la guerra de l'any 241 aC, data de l'última guerra amb els faliscs, i la seva magistratura podria haver estar una mica abans probablement el 242 aC.